# Josep Cabré
Pour les articles homonymes, voir Cabré (homonymie).
Josep Cabré est un baryton-basse espagnol spécialisé dans le répertoire baroque.

## Biographie
En 1990, Josep Cabré fonda, avec Maria Cristina Kiehr, Claudio Cavina et Josep Benet, l'ensemble vocal La Colombina (es) spécialisé dans la musique de la Renaissance et la musique baroque.

## Discographie sélective

### Avec la Chapelle Royale dirigée par Philippe Herreweghe
- 1985 : Motet Pour l'Offertoire de la Messe Rouge et Miserere H.219 de Marc-Antoine Charpentier

### Avec l'Ensemble Organum
- Chants de l'Église de Rome - Période byzantine

### Avec Il Seminario Musicale
- 1993 : Office des Ténèbres de la Semaine Sainte de François Couperin

### Avec la Schola Meridionalis
- 1994 : Messe pour les Paroisses avec plain-chant alterné de François Couperin (direction)

### Divers
- Airs de cour d'Étienne Moulinié, avec Maria-Cristina Kiehr (soprano), Alain Aubin (contre ténor), John Elwes (ténor) et Bernard Revel (luth et guitare baroque)